# 亞日別連
51°14′59″N 29°8′7″E / 51.24972°N 29.13528°E
亞日別連（烏克蘭語：Яжберень），是烏克蘭北部的村莊，隸屬日托米爾州的科羅斯滕區。該村始建於1814年，面積0.78平方公里，海拔高度140米，2001年人口222，人口密度每平方公里283.16人。